# 楢荘
楢荘（ならのしょう）は、古代・中世の大和国添上郡に置かれていた荘園。現在の奈良県天理市楢町に比定される。

## 地名の変遷
奈良期は楢中郷（ならなかのごう）と言った。『和名抄』添上郡八郷の一つ。鎌倉期からは楢庄。江戸期～明治22年は楢村と言った。明治22年～昭和33年は楢という大字名であった。昭和33年から現在の楢町になった。

## その他
興福寺寺務領。春日社の神供料所でもあった。